# Tipula entomophthorae
Tipula entomophthorae är en tvåvingeart som beskrevs av Alexander 1918. Tipula entomophthorae ingår i släktet Tipula och familjen storharkrankar. Inga underarter finns listade i Catalogue of Life.